# 杨庭玉
杨庭玉（?—?），元朝大臣，又作杨廷玉，元泰定帝时中书参知政事。
泰定元年（1324年）三月，杨庭玉由同知宣政院事担任中书省参知政事。参知政事杨廷玉和中书平章政事兀伯都剌、张珪，中书右丞相旭迈杰，左丞相倒剌沙先后都引罪自我弹劾，泰定二年（1325年），因为贪赃被监察御史弹劾罢免。